# Cold Spring (Kentucky)
Cold Spring è un comune degli Stati Uniti d'America, situato nello Stato del Kentucky, nella contea di Campbell.